# RFL Championship 1947-48
El Championship de 1947-48 fue la 53.º edición del torneo de rugby league más importante de Inglaterra.

## Formato
Los equipos se enfrentaron en formato de todos contra todos, los primeros cuatro equipos clasificaron a postemporada.
Se otorgaron 2 puntos por cada victoria, 1 por el empate y 0 por la derrota.

## Desarrollo

### Tabla de posiciones
| Pos. | Equipo               | Encuentros | Encuentros | Encuentros | Encuentros | Puntos |
| Pos. | Equipo               | PJ         | PG         | PE         | PP         | Puntos |
| ---- | -------------------- | ---------- | ---------- | ---------- | ---------- | ------ |
| 1    | Wigan Warriors       | 36         | 31         | 1          | 4          | 63     |
| 2    | Warrington Wolves    | 36         | 30         | 1          | 5          | 61     |
| 3    | Huddersfield Giants  | 36         | 26         | 2          | 8          | 54     |
| 4    | Bradford Northern    | 36         | 26         | 2          | 10         | 52     |
| 5    | Workington Town      | 36         | 22         | 4          | 10         | 48     |
| 6    | Hunslet FC           | 36         | 21         | 4          | 11         | 46     |
| 7    | Widnes Vikings       | 36         | 21         | 1          | 14         | 43     |
| 8    | St Helens RFC        | 36         | 20         | 2          | 14         | 42     |
| 9    | Leeds Rhinos         | 36         | 20         | 2          | 14         | 42     |
| 10   | Wakefield Trinity    | 36         | 20         | 2          | 14         | 42     |
| 11   | Salford Red Devils   | 36         | 20         | 1          | 15         | 41     |
| 12   | Hull FC              | 36         | 19         | 1          | 16         | 39     |
| 13   | Castleford Tigers    | 36         | 19         | 1          | 16         | 39     |
| 14   | Leigh Centurions     | 36         | 18         | 1          | 17         | 37     |
| 15   | Dewsbury Rams        | 36         | 17         | 2          | 17         | 36     |
| 16   | Oldham RLFC          | 36         | 17         | 1          | 18         | 35     |
| 17   | Broughton Rangers    | 36         | 17         | 0          | 19         | 34     |
| 18   | Halifax RLFC         | 36         | 16         | 0          | 20         | 32     |
| 19   | Swinton Lions        | 36         | 15         | 1          | 20         | 31     |
| 20   | Keighley Cougars     | 36         | 15         | 1          | 20         | 31     |
| 21   | Barrow Raiders       | 36         | 14         | 2          | 20         | 30     |
| 22   | Rochdale Hornets     | 36         | 11         | 2          | 23         | 24     |
| 23   | Bramley RLFC         | 36         | 12         | 0          | 24         | 24     |
| 24   | Batley Bulldogs      | 36         | 11         | 1          | 24         | 23     |
| 25   | Hull Kingston Rovers | 36         | 10         | 1          | 25         | 21     |
| 26   | Liverpool Stanley    | 36         | 8          | 1          | 27         | 17     |
| 27   | Featherstone Rovers  | 36         | 6          | 0          | 30         | 12     |
| 28   | York FC              | 36         | 4          | 1          | 31         | 9      |

|  | Clasificados a postemporada. |

### Postemporada

#### Semifinal
| 24 de abril de 1948 | Warrington Wolves | 17 - 5 | Huddersfield Giants |  |  |

| 24 de abril de 1948 | Wigan Warriors | 3 - 15 | Bradford Northern |  |  |

#### Final
| 8 de mayo de 1948 | Warrington Wolves | 15 - 5 | Bradford Northern | Leeds Road, Huddersfield |  |

| Bandera de Inglaterra     |
| Campeón Warrington Wolves |
| Primer título             |